# Camp de Suippes

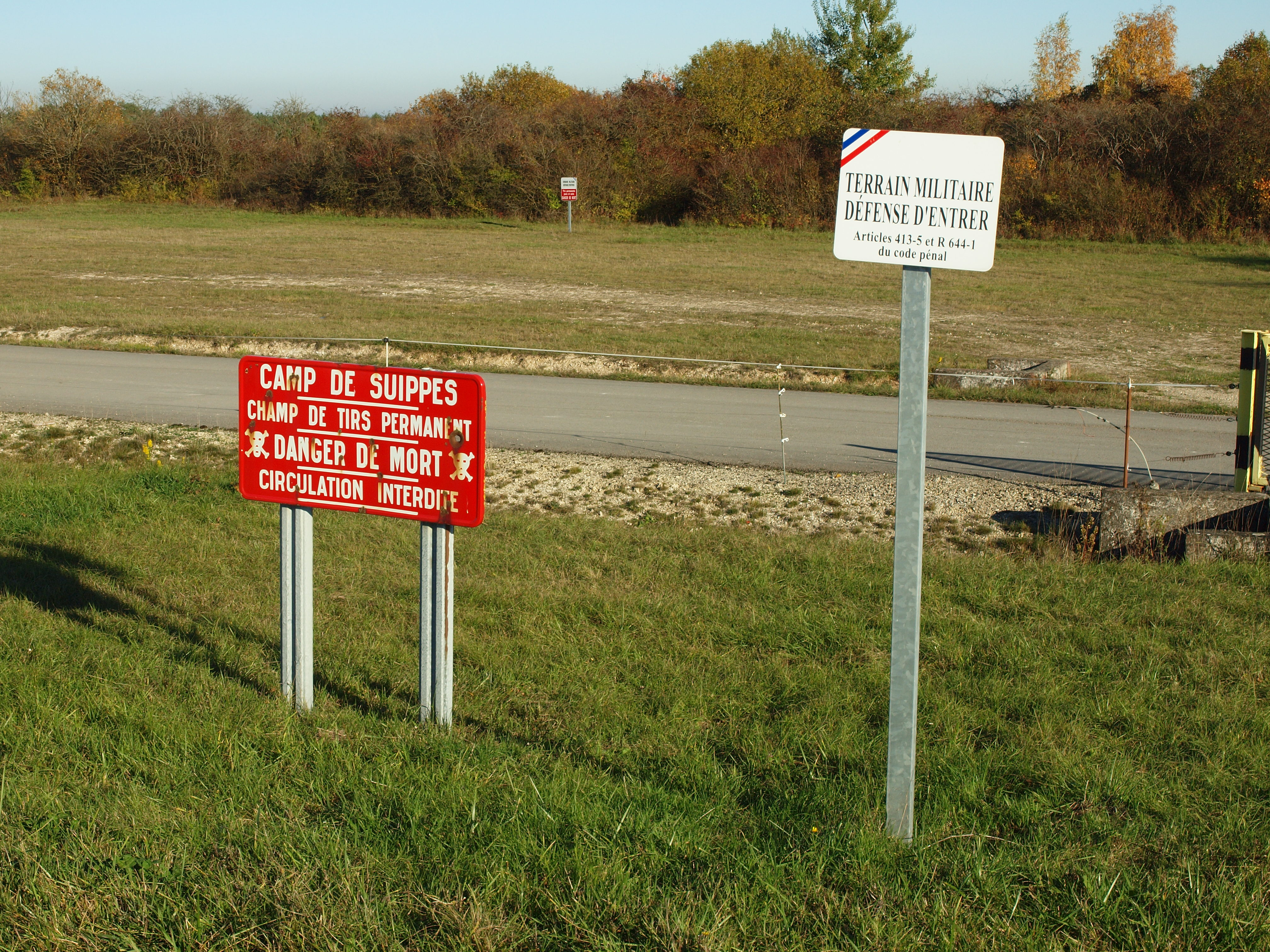
Moderne Beschilderung

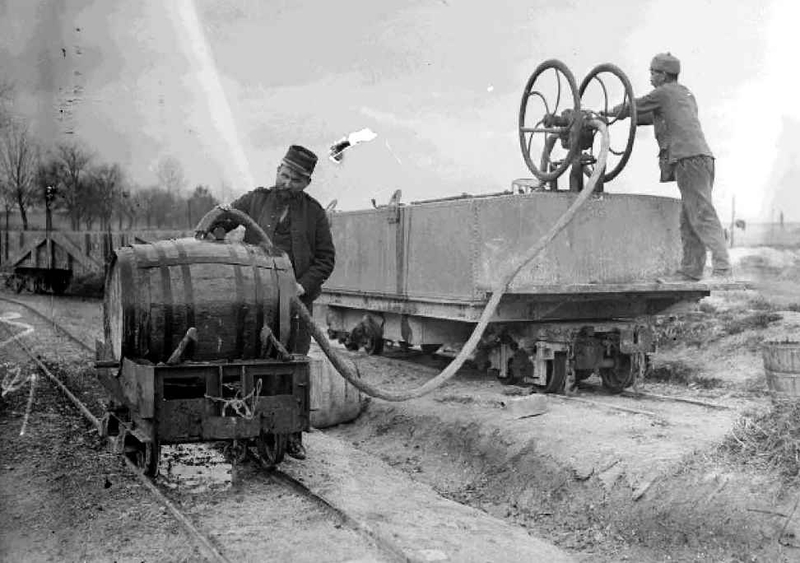
'Station des Abeilles', Région de Suippes, 23. November 1916

Das Militärlager Suippes befindet sich im Norden der Gemeinde Suippes im Departement Marne.
Dieses Lager ist mit einer Fläche von 13.500 Hektar eines der größten in Frankreich. Es wurde auf dem im Ersten Weltkrieg verwüsteten Land errichtet.
Es ist ein Schießübungsplatz, insbesondere für Kavallerie- und Artillerieeinheiten (es verfügt auch über einen Bereich für Luft-Boden-Schießen). Das Manövertraining findet im nahegelegenen Lager Mourmelon statt.
Das Lager beherbergte einst das 15. Artillerieregiment, das dann mit Atomraketenwerfern des Hades ausgestattet wurde. Die Lagersilos für nukleare Gefechtsköpfe wurden stillgelegt und haben eine neue Nutzung: die Lagerung von chemischen Granaten des Ersten Weltkriegs, die im gesamten Norden und Osten Frankreichs zu finden sind. Die meisten dieser Granaten wurden ab 2016 im Rahmen des SECOIA-Programms im Camp Mailly, Aube, verarbeitet, während nicht transportable Granaten vor Ort zerstört wurden.
Das 40. Artillerieregiment ist derzeit das einzige Regiment, das auf diesem Militärgelände stationiert ist, und das 132. Armeehundebataillon befindet sich am Rande des Militärgeländes Mourmelon-le-Grand mit seinem Haupteingang an der Straße von Suippes nach Chalons-en-Champagne.